# Chilov
Chilov (en azerí: Çilov Adasi, también deletreado Zhiloy y Jiloi) es una isla en la península Absheron, 55 km al este de Bakú, en el país caucásico de Azerbaiyán.
La isla Chilov está a 25 km del extremo oriental de la península Absheron, a 100 kilómetros de Bakú.
Posee unos 10 km de diámetro y tiene una forma irregular con diferentes  ensenadas. Su elevación más alta alcanza los 8 metros.
Administrativamente la isla Chiloy pertenece al distrito de Khazar de Bakú.

## Historia
Los yacimientos de petróleo y gas fueron descubiertos cerca de la isla Chilov por los rusos, dirigidos por el almirante y conde Marko Vojnović mientras estaban en una expedición en el mar Caspio en 1781